# Projekt zagospodarowania złoża
Projekt zagospodarowania złoża (w skrócie: PZZ) - dokument określający wymagania w zakresie racjonalnej gospodarki złożem oraz technologii eksploatacji sporządzany dla zakładu górniczego przez podmiot ubiegający się o przyznanie koncesji na eksploatację złoża kopaliny. Stanowi obligatoryjny załącznik do wniosku o udzielenie koncesji wydobywczej, z wyłączeniem jednak wniosków kierowanych do starosty powiatu (o tzw. koncesje starostowskie). Technologia eksploatacji danego złoża winna uwzględniać racjonalną i kompleksową eksploatację z użyciem technik minimalizujących niekorzystny wpływ na środowisko. Podstawą sporządzenia PZZ jest dokumentacja geologiczna, przy czym przepisy nie stanowią minimalnej kategorii rozpoznania złoża, w której sporządzana jest dokumentacja. Sporządzenie PZZ nie wymaga posiadania stwierdzonych kwalifikacji w zakresie geologii lub górnictwa.
Projekt zagospodarowania złoża nie podlega formalnemu zatwierdzeniu, choć przyjmuje się, że - jako załącznik do wniosku o koncesję, jest zatwierdzany poprzez wydanie koncesji. 
PZZ może być przez przedsiębiorcę zmieniony, co powinno następować w formie dodatku do projektu. Zmiana PZZ nie może sprzeciwiać się warunkom określonym w koncesji.